# Frans liedje
Frans liedje is de derde single van het album Oya lélé van de meidengroep K3. De single kwam uit op 6 oktober 2003.
De hoogste positie in Nederland in de Single Top 100 was plaats nummer 46 en stond 9 weken in de Single Top 100. De hoogste positie in België in de Ultratop 50 was plaats nummer 21 en stond 11 weken in de Ultratop 50.

## Tracklist
1. Frans liedje (3:21)
2. Frans liedje (Instrumentaal) (3:21)

## Hitnotering
Nederlandse Single Top 100
| Frans Liedje in de Single Top 100 - binnen: 25-10-2003/Laatste Notering 20-12-2003 | Frans Liedje in de Single Top 100 - binnen: 25-10-2003/Laatste Notering 20-12-2003 | Frans Liedje in de Single Top 100 - binnen: 25-10-2003/Laatste Notering 20-12-2003 | Frans Liedje in de Single Top 100 - binnen: 25-10-2003/Laatste Notering 20-12-2003 | Frans Liedje in de Single Top 100 - binnen: 25-10-2003/Laatste Notering 20-12-2003 | Frans Liedje in de Single Top 100 - binnen: 25-10-2003/Laatste Notering 20-12-2003 | Frans Liedje in de Single Top 100 - binnen: 25-10-2003/Laatste Notering 20-12-2003 | Frans Liedje in de Single Top 100 - binnen: 25-10-2003/Laatste Notering 20-12-2003 | Frans Liedje in de Single Top 100 - binnen: 25-10-2003/Laatste Notering 20-12-2003 | Frans Liedje in de Single Top 100 - binnen: 25-10-2003/Laatste Notering 20-12-2003 | Frans Liedje in de Single Top 100 - binnen: 25-10-2003/Laatste Notering 20-12-2003 |
| Week                                                                               | 1                                                                                  | 2                                                                                  | 3                                                                                  | 4                                                                                  | 5                                                                                  | 6                                                                                  | 7                                                                                  | 8                                                                                  | 9                                                                                  |                                                                                    |
| ---------------------------------------------------------------------------------- | ---------------------------------------------------------------------------------- | ---------------------------------------------------------------------------------- | ---------------------------------------------------------------------------------- | ---------------------------------------------------------------------------------- | ---------------------------------------------------------------------------------- | ---------------------------------------------------------------------------------- | ---------------------------------------------------------------------------------- | ---------------------------------------------------------------------------------- | ---------------------------------------------------------------------------------- | ---------------------------------------------------------------------------------- |
| Nummer                                                                             | 80                                                                                 | 77                                                                                 | 63                                                                                 | 61                                                                                 | 58                                                                                 | 46                                                                                 | 49                                                                                 | 47                                                                                 | 84                                                                                 | uit                                                                                |

Vlaamse Ultratop 50
| Frans Liedje in de Ultratop 50 - binnen: 25-10-2003/Laatste Notering 03-01-2004 | Frans Liedje in de Ultratop 50 - binnen: 25-10-2003/Laatste Notering 03-01-2004 | Frans Liedje in de Ultratop 50 - binnen: 25-10-2003/Laatste Notering 03-01-2004 | Frans Liedje in de Ultratop 50 - binnen: 25-10-2003/Laatste Notering 03-01-2004 | Frans Liedje in de Ultratop 50 - binnen: 25-10-2003/Laatste Notering 03-01-2004 | Frans Liedje in de Ultratop 50 - binnen: 25-10-2003/Laatste Notering 03-01-2004 | Frans Liedje in de Ultratop 50 - binnen: 25-10-2003/Laatste Notering 03-01-2004 | Frans Liedje in de Ultratop 50 - binnen: 25-10-2003/Laatste Notering 03-01-2004 | Frans Liedje in de Ultratop 50 - binnen: 25-10-2003/Laatste Notering 03-01-2004 | Frans Liedje in de Ultratop 50 - binnen: 25-10-2003/Laatste Notering 03-01-2004 | Frans Liedje in de Ultratop 50 - binnen: 25-10-2003/Laatste Notering 03-01-2004 | Frans Liedje in de Ultratop 50 - binnen: 25-10-2003/Laatste Notering 03-01-2004 | Frans Liedje in de Ultratop 50 - binnen: 25-10-2003/Laatste Notering 03-01-2004 |
| Week                                                                            | 1                                                                               | 2                                                                               | 3                                                                               | 4                                                                               | 5                                                                               | 6                                                                               | 7                                                                               | 8                                                                               | 9                                                                               | 10                                                                              | 11                                                                              |                                                                                 |
| ------------------------------------------------------------------------------- | ------------------------------------------------------------------------------- | ------------------------------------------------------------------------------- | ------------------------------------------------------------------------------- | ------------------------------------------------------------------------------- | ------------------------------------------------------------------------------- | ------------------------------------------------------------------------------- | ------------------------------------------------------------------------------- | ------------------------------------------------------------------------------- | ------------------------------------------------------------------------------- | ------------------------------------------------------------------------------- | ------------------------------------------------------------------------------- | ------------------------------------------------------------------------------- |
| Nummer                                                                          | 26                                                                              | 21                                                                              | 21                                                                              | 22                                                                              | 23                                                                              | 30                                                                              | 43                                                                              | 44                                                                              | 47                                                                              | 48                                                                              | 48                                                                              | uit                                                                             |